# Oblężenie Stralsundu
Oblężenie Stralsundu – oblężenie, które miało miejsce od 18 października do 24 grudnia 1715 roku podczas Wielkiej Wojny Północnej.
Należący do Szwecji pomorski port Stralsund oblegany był przez armię duńsko-prusko-saską liczącą 72 000 żołnierzy (w tym 40 000 Prusaków, 24 000 Duńczyków i 8 000 Sasów). Całością połączonych sił dowodził książę Anhalt-Dessau Leopold I. Strzałowa broniło 15 000 żołnierzy szwedzkich. Ponadto na Rugii stał korpus szwedzki liczący 4 500 żołnierzy (12 szwadronów jazdy i 5 batalionów piechoty). Całością sił szwedzkich dowodził król Szwecji Karol XII.
Gdy sprzymierzonym udało się opanować Rugię, los Stralsundu był przesądzony. Ostatecznie garnizon szwedzki skapitulował 24 grudnia 1715 roku. W walkach o Rugię korpus szwedzki na Rugii stracił 500–600 zabitych i rannych oraz 1 800 jeńców, natomiast sprzymierzeni tylko 178 zabitych i rannych (w tym 93 Duńczyków, 49 Prusaków i 36 Sasów). Nieznane są straty obu stron związane z oblężeniem Stralsundu.